# الترانيم البوذية
الترانيم البوذيةهي شكل من أشكال الآية الموسيقية أو التعويذة الموسيقية، وهي تشبه في بعض النواحي التلاوات الدينية الهندوسية أو المسيحية أو الإسلامية أو اليهودية.

## الترانيم التقليدية
في البوذية، الترديد والتراهيد هو الوسيلة التقليدية لإعداد العقل للتأمل، خاصة كجزء من الممارسة الرسمية (سواء في سياق علماني أو رهباني). تستخدم بعض أشكال البوذية أيضًا الترانيم لأغراض طقسية.
في حين أن أساس معظم الهتافات ثيرافادا هو كانون بالي، ماهايانا وفاجرايانا الهتافات تستمد من مجموعة أوسع من المصادر.

### ترانيم وهتافات ثيرافادا

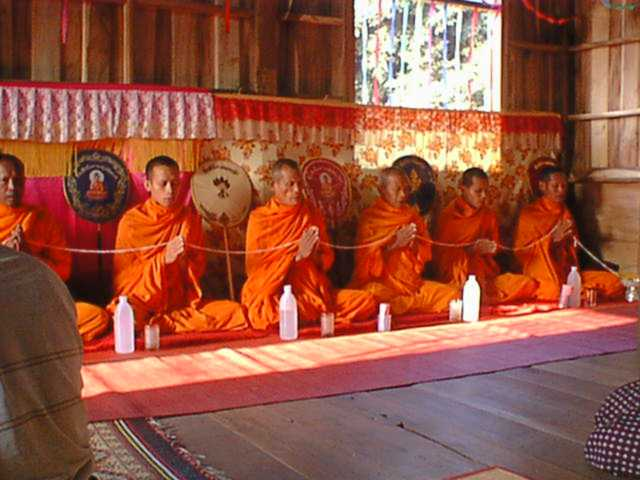
الرهبان البوذيون يقومون بالترنيم

- في تقليد ثيرافادا، عادة ما يتم الترانيم باللغة البالية، وأحيانًا بترجمات متفرقة.[1] من بين ترانيم الثيرافادا الأكثر شهرة:[1]
- بوذا بهافادانا (تقديس أولي لبوذا)[2]
- تيراتانا (الملاجئ الثلاثة)[3]
- بانكاسيلا (المبادئ الخمسة)[3]
- بوذا فاندانا (تحية لبوذا)[4]
- دهاما فاندانا (تحية لتعاليم بوذا)[5]
- سانغا فاندانا (تحية إلى جماعة تلاميذه النبلاء)[6]
- Upajjhatthana (الذكرى الخمسة)[7]
- ميتا سوتا (خطاب عن المحبة اللطف)[8]
- انعكاس على الجسم (تلاوة من 32 أجزاء من الجسم).

الترديد التقليدي في البوذية الخميرية يسمى سموت.

### هتافات وترانيم الماهاياناسوترا

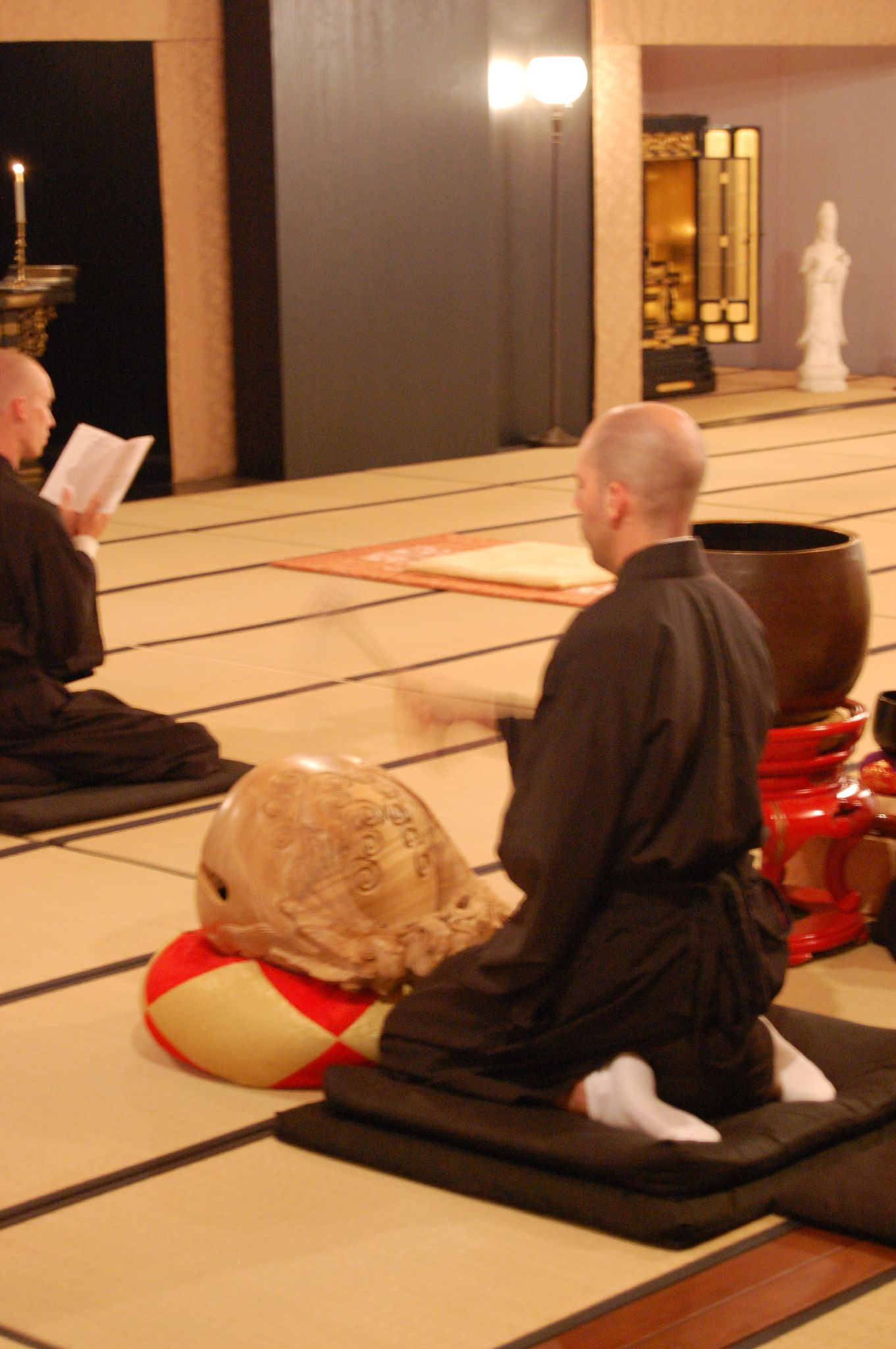
ترانيم في قاعة سوترا

منذ البوذية اليابانية مقسمة إلى ثلاث عشرة مدرسة عقائدية، ومنذ أن بوذية تشان، وزن وبوذية في فيتنام - على الرغم من تتقاسم أصل تاريخي مشترك والمحتوى العقائدي المشترك - تنقسم وفقا للحدود الجغرافية، وهناك عدة أشكال مختلفة من ترتيبات الكتب المقدسة إلى ترنيمة داخل البوذية الماهايانا.
- الممارسة اليومية في البوذية النيشيرين هو ترديد شخصية خامسة من نامو ميوهو رينجي كيو (تحية إلى دارما الحقيقية من لوتس سوترا).سوترا ماهايانا التي تكشف عن الهوية الحقيقية ل شاكياموني بوذا الذي بلغ التنوير لا عدد له منذ kalpas ترجمة كوماراجيفا، الذي شرف على نطاق واسع، هو بعنوان سوترا لوتس للقانون الرائع (ميوهو رينجي كيو). العلاقة الصوفية بين القانون وحياة الناس تسير من خلال دورات إلى الأبد من خلال الماضي والحاضر والمستقبل، دون انقطاع في أي حياة. من حيث الفضاء، يعلن النيشيرين أن تراث القانون النهائي يتدفق في حياة تلاميذه والمؤيدين العلمانيين الذين يعملون في وحدة كاملة لتحقيق عالم سلمي وسعادة للبشرية جمعاء. سوف ينشد الممارسون Nichiren Nam Myoho Renge Kyo - الجانب الحقيقي لجميع الظواهر ويقرأون فصولًا معينة من لوتس سوترا، ولا سيما الفصلين الثاني والسادس عشر.
- يهتف بوذيو الأرض النقية نيانفو أو نامو أميدا بوتسو أو نامو أميتوفو (تحية لأميتابها بوذا). في الخدمات الأكثر رسمية، سيرشد الممارسون أيضًا مقتطفات من سوترا الأكبر للحياة التي لا تُقاس أو أحياناً سوترا صغيرة كاملة من الحياة التي لا يميّز (سوترا ليست فريدة من نوعها للبوذية الأرض النقية، ولكن هتف أو ترنيم في المساء من قبل تشان-بوذيون وتينداي-بوذيون كذلك).
- شعبية مع زن، شينجون أو ممارسي الماهايانا الأخرى هو يهتف أو يرنم Prajñāpāramitā هردايا سوترا (القلب سوترا)، وخاصة خلال المكاتب الصباحية. في بيئات أكثر رسمية، قد يتم هتاف أكبر الخطابات بوذا (مثل سوترا الماس في المعابد زن وسوترا لوتس في معابد تنداي) كذلك.
- لا سيما في التقاليد الصينية والفيتنامية واليابانية، كما تمارس أحياناً مراسم التوبة، التي تنطوي على دفع تقديس عميق لبوذا والبوديساتفاس، فضلاً عن تنفيذ الطقوس لإنقاذ أشباح الجياع وإطعامهم. ولا يوجد شكل يستخدم عالمياً لهذين الممارستين، بل هناك أشكال مختلفة عدة، يتبع استخدامها الحدود الفقهية والجغرافية. داخل تشان، من الشائع أن تهتف الصيغ السنسكريتية، المعروفة باسم dhāranaīs، وخاصة في الصباح.

### هتافات وترانيم فاجاريانا
في تقليد فاجرايانا، يتم استخدام الهتاف أيضًا كطقوس استفزازية من أجل وضع عقل المرء على إله أو حفل تانترا أو ماندالا أو مفهوم معين يرغب المرء في تعزيزه في نفسه.
بالنسبة لممارسي فاجاريانا، فإن أنشودة أوم ماني بادمي هوم تحظى بشعبية كبيرة في جميع أنحاء العالم كمدح للسلام وشعار أفالوكيتسفارا الأساسي. ومن بين الهتافات الشعبية الأخرى هتافات تارا، وبهايجيغورو، وأميتابا.
ويشتهر الرهبان التبتيين بمهارتهم في غناء الحلق، وهو شكل متخصص من الهتاف أو الترنيم الذي يمكن من خلال تضخيم الجزئيات العليا للصوت، يمكن أن ينتج المنشد نغمات متعددة متميزة في وقت واحد. يمارس الممارسون اليابانيون الباطنيون أيضًا شكلاً من أشكال الترانيم يسمى شوميو.

## نقد الترنيم اللحني

### غيتاسارا سوتا
في غيتاسارا سوتا (أنغوتارا نيكايا 5.209)، يعلم بوذا:
(بيكخوس) هناك خمسة مخاطر لتلاوة الـ (داما) مع التنغيم موسيقي أي خمسة؟
يلتصق المرء بالصوت، ويتعلق الآخرون بالصوت، وينزعج أصحاب المنازل، قائلين «كما نُغَنّي، أبناء الساكين هؤلاء» يُدمّر تركيز من لا يحبّ الصوت، وتُنسخه الأجيال اللاحقة.
هؤلاء الرهبان هم خمسة مخاطر لتلاوة الداما مع التنغيم الموسيقي.

### الدفاع عن الترنيم
وبرر جون دايو لوري استخدام ترانيم سوترا بالإشارة إلى سيد زن دوغن. ومن المعروف أن دوغن قد دحض عبارة «كعك الأرز المطلي لن يشبع الجوع». هذا البيان يعني أن السوترات، التي هي مجرد رموز مثل كعك الأرز المطلي، لا يمكن أن تلبي حقا الجوع الروحي للمرء. ومع ذلك، رأى دوغن أنه لا يوجد فصل بين الاستعارة والواقع. «لا يوجد فرق بين الرسم، وكعك الأرز، أو أي شيء على الإطلاق». الرمز ورمز كانا في حدّ ذاته، وبالتالي فقط السوترات يمكن أن يلبيا حقاً احتياجات المرء الروحية.
لفهم هذه العلاقة غير الثنائية بشكل تجريبي، يُطلب من المرء ممارسة الليتورجيا بشكل وثيق. في التمييز بين الاحتفال والليتورجيا، يقول دوغن: "في الحفل توجد أشكال وهناك أصوات، وهناك فهم، وهناك اعتقاد. في الليتورجيا هناك فقط الألفة.
يتم توجيه الممارس للاستماع والتحدث الليتورجيا ليس فقط بحس واحد، ولكن مع المرء «الجسم والعقل كله». من خلال الاستماع بكيان واحد كامل،  يلغي المسافة بين الذات والليتورجيا. وهكذا، فإن تعليمات دوغن هي «الاستماع بالعين والنظر بالأذن». من خلال تركيز كل شخص واحد على ممارسة واحدة محددة، يتم تجاوز الازدواجية. يقول دوغن: «اترك العين، والجسم والعقل كله ليسا سوى العينين. اترك الأذن، والكون كله ليس سوى الاذن». وهكذا فإن الترنيم بشكل وثيق يسمح للمرء بتجربة واقع غير مزدوج. الليتورجيا المستخدمة هي أداة للسماح للممارس بتجاوز المفاهيم القديمة من الذات وغيرها. وبهذه الطريقة، تسمح ممارسة الليتورجيا الحميمة للمرء أن يدرك الفراغ (سونياتا)، الذي هو في صميم التعاليم البوذية زن.

## الاستخدامات غير الكنسية للترانيم البوذية
وهناك أيضا عدد من مدارس العصر الجديد والمدارس التجريبية المتعلقة الفكر البوذي التي تمارس الترانيم، وبعضها مع فهم الكلمات، والبعض الآخر يعتمد على أساس التكرار. وهناك عدد كبير من هذه المدارس تميل إلى التوفيق بين الهندوسية جابا وغيرها من التقاليد المماثلة جنبًا إلى جنب مع التأثيرات البوذية.
على الرغم من أنه ليس تنوعًا صارمًا في الترانيم البوذية في حد ذاته، فإن Shigin اليابانية (詩 吟) هي شكل من أشكال الشعر المُرتد الذي يعكس العديد من مبادئ بوذية الزن. يتم غنائها في وضع سيزا، ويتم تشجيع المشاركين على الغناء من الامعاء - مركز قوة زن. غالبًا ما يتم غناء الشيجين والممارسات ذات الصلة في الاحتفالات البوذية والتجمعات شبه الدينية في اليابان.